# Restart (álbum de Aurea)
Restart é o terceiro disco da cantora portuguesa, Aurea, lançado a 18 de março de 2016 através da Ruela Music e da Sony Music. O disco foi composto por diversos nomes de nacionalidade portuguesa e americana. Os produtores do álbum são Jack Daley e Cindy Blackman Santana. O disco foi gravado em Brooklyn, Nova Iorque e Las Vegas. As letras ficaram a cargo de C.Battey, Effman, Nate, S. Battey, E. Larsen, K. Larsen, O.Broderson, S.Vaughn, Grace Tither, Sigurdur Kristinn Sigtryggson, Simon Davies, Enoque Silva, Héber Marques dos HMB (banda), Aurea, Rui Ribeiro, Catarina Lownders (a youtuber Sea3po), Esmée Denters e Guilherme Marinho. O álbum apresenta mais géneros além do Soul, mas este é o que mais se destaca. Do disco foram lançados dois singles, um antes do disco ser lançado e diretamente retirado e o outro modificado e a sair depois do disco ser lançado. Esses singles são I Didn't Mean It e I Feel Love Inside. O recorde do disco foi primeiro lugar e esteve no top durante 45 semanas.
O disco começou a ser preparado em fevereiro de 2015 e foi publicado pela cantora em abril de 2015 que estaria a preparar um novo disco. A novidade foi partilhada pela Blitz em novembro de 2014 que também avançou que seria Cindy Blackman Santana a produzir o disco.
| Site | Avaliação |
| ---- | --------- |
| Fnac | 4,5/5     |

Foi avançado pelas redes sociais do The Voice Portugal, programa onde era mentora,  que a cantora iria apresentar o seu novo single na final. O single saiu na data da final, ou seja 10 de janeiro de 2016. Assim foi apresentado I Didn't Mean It. Foi avançado pela Rádio Comercial que o disco sairia no final de fevereiro, mas a data foi em março. O disco foi lançado juntamente com o videoclip de I Didn't Mean It. A versão de I Feel Love Inside com Enoque (cantor) foi lançada em julho de 2017. Aurea andou com uma tour pelo país e apresentou o seu disco no Cinema São Jorge em Lisboa.
| Número | Nome                     | Créditos                                                                                     | Tempo |
| ------ | ------------------------ | -------------------------------------------------------------------------------------------- | ----- |
| 1      | Blind Woman              | C.Battey, Effman, Nate, S. Battey, Cindy Blackman Santana, Jack Daley                        | 3:34  |
| 2      | I Didn't Mean It         | E. Larsen, K. Larsen, M. Hansen, O. Broderson, S. Vaughn, Cindy Blackman Santana, Jack Daley | 4:24  |
| 3      | Killer                   | Grace Tither, Sigudur Kristinn Sigtryggsson, Simon Davies,Cindy Blackman Santana, Jack Daley | 3: 33 |
| 4      | I Feel Love Inside       | Enoque Silva, Héber Marques, Cindy Blackman Santana, Jack Daley                              | 3:52  |
| 5      | Hold Me In Your Arms     | Aurea, Rui Ribeiro, Catarina Lownders, Cindy Blackman Santana, Jack Daley                    | 3:26  |
| 6      | Listen What I Say        | Aurea, Rui Ribeiro, Cindy Blackman Santana, Jack Daley                                       | 3:18  |
| 7      | Saint And Sinners        | Aurea, Rui Ribeiro, Catarina Lownders, Cindy Blackman Santana, Jack Daley                    | 4:19  |
| 8      | Something, Something     | Esmée Denters, Nate, Effman, Cindy Blackman Santana, Jack Daley                              | 2:56  |
| 9      | My Time On Your Love     | Enoque Silva, Héber Marques, Cindy Blackman Santana, Jack Daley                              | 3:47  |
| 10     | That's What I'm Gonna Do | Aurea, Rui Ribeiro, Cindy Blackman Santana, Jack Daley                                       | 3:33  |
| 11     | Too Old Too Soon         | Aurea, Guilherme Marinho, Rui Ribeiro, Cindy Blackman Santana, Jack Daley                    | 4:02  |
| 12     | Restart                  | Aurea, Rui Ribeiro, Cindy Blackman Santana, Jack Daley                                       | 4:16  |

Título- Restart
Cantora- Aurea
Géneros- Soul, Jazz, Rock, Pop,Funk, Rhythm and blues
Duração- 45 minutos
Gravadoras- Blim Records, Sony Music
Antecessor- Soul Notes''
Sucessor- Confessions (Aurea)
Singles- I Didn't Mean It e I Feel Love Inside